# Fagerslätt
Fagerslätt är ett nybyggt bostadsområde i östra delen av Huskvarna. Fagerslätt är en av Jönköpings kommuns största expansionsområden under 2010-2030 och har ett invånarantal på cirka 1 000 personer. Förbi området går Hakarpsvägen och Juteleden. 